# Музыкин, Пётр Степанович
Пётр Степанович Музыкин — советский хозяйственный, государственный и политический деятель, генерал-майор.

## Биография
Родился в 1916 году во Владикавказе. Член КПСС.
С 1937 года — на хозяйственной, общественной и политической работе. В 1937—1985 гг. — техник-механик, помощник машиниста, бригадир, инженер по ремонту паровозов, старший инженер в паровозном депо станции Топки, начальник отдела охраны по ст. Выборг Управления охраны МГБ по Октябрьской и Ленинградской железной дороге, заместитель начальника УКГБ по Свердловской железной дороге, начальник УКГБ по Свердловской железной дороге, заместитель начальника УКГБ по Свердловской области, начальник УКГБ по Свердловской области, начальник УКГБ по Белгородской области
Избирался депутатом Верховного Совета РСФСР 7 -го созыва. Делегат XXIII съезда КПСС.
Умер в Белгороде в 1999 году.